# Ricardo Hausmann

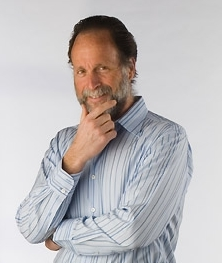
Ricardo Hausmann

Ricardo Hausmann (nascido em 1956) é um economista venezuelano e diretor do Growth Lab no Center for International Development da Universidade de Harvard. É também professor de Prática de Desenvolvimento Econômico na John F. Kennedy School of Government da Harvard University. Ele também é ex-Ministro do Planejamento da Venezuela e ex-Chefe da Secretaria Presidencial de Coordenação e Planejamento (1992–1993). Ele co-introduziu vários conceitos usados regularmente em economia, incluindo pecado original, diagnóstico de crescimento, autodescoberta, matéria escura, o espaço do produto e complexidade econômica.

## Carreira
Hausmann formou-se em Engenharia e Física Aplicada em 1977 e realizou um doutorado em Economia (1981) na Cornell University. De 1985 a 1991, foi Professor de Economia no Instituto de Estudios Superiores de Administracion de Caracas, onde fundou o Centro de Políticas Públicas. De 1992 a 1993, foi Ministro do Planejamento da Venezuela e membro do Conselho do Banco Central da Venezuela. Na mesma época, foi Presidente do Comitê de Desenvolvimento do FMI - Banco Mundial. Hausmann foi o primeiro Economista-Chefe do Banco Interamericano de Desenvolvimento (1994-2000), onde criou o Departamento de Pesquisa.
Em setembro de 2000, Hausmann foi para Harvard. Hausmann é diretor do Center for International Development (CID) da Universidade de Harvard e professor de Prática de Desenvolvimento Econômico na Harvard Kennedy School of Government. Ele também detém a cadeira George A. Cowan no Santa Fe Institute.
Paralelamente à sua posição no CID, Hausmann ocupou vários cargos em organizações com e sem fins lucrativos: ele foi membro do conselho da companhia telefônica de serviço completo da Venezuela CANTV (2001–2007), da instituição de microfinanças ACCION International (2009– 2011), e do conselho consultivo da Abengoa, empresa de energia renovável e engenharia com sede na Espanha. De 2010 a 2011, também foi eleito presidente da Associação Econômica Latino-Americana e Caribenha.
Em 4 de março de 2019, Juan Guaidó nomeou Hausmann como representante da Venezuela no Banco Interamericano de Desenvolvimento (BID), uma agência multilateral com sede em Washington e a única organização financeira internacional a reconhecer Guaidó como o presidente legítimo da Venezuela. O BID cancelou sua reunião anual em Chengdu, China, depois que Hausmann teve o visto negado pelo governo chinês. Em 27 de setembro de 2019, Hausmann renunciou ao cargo de embaixador no BID, escrevendo no Twitter que "suas funções acadêmicas na Universidade de Harvard são incompatíveis com o cargo no BID". Hausmann enfatizou que estaria disponível para ajudar Guaidó “de qualquer maneira que pudesse”; ele recomendou Alejandro Plaz como representante do BID da Venezuela, que foi nomeado para o cargo por Guaidó.
Desde 2014, Hausmann opera sua empresa de consultoria privada, Ricardo Hausmann Consulting LLC, localizada em Boston, Massachusetts.